# محمد سعد (وزير تونسي)
محمد سعد هو سياسي تونسي.

## السيرة الذاتية
في 3 مارس 1990، عين محمد سعد كاتب دولة لدى وزير الداخلية مكلف بالجماعات المحلية في حكومة حامد القروي، وذلك حتى 20 فبراير 1991 أين أصبح وزيرا للشباب والرياضة في نفس الحكومة حتى 15 يونيو 1993. عمل بعدها في السلك الدبلوماسي حيث شغل منصب سفير تونس في كندا.